# Madagaskarbussard

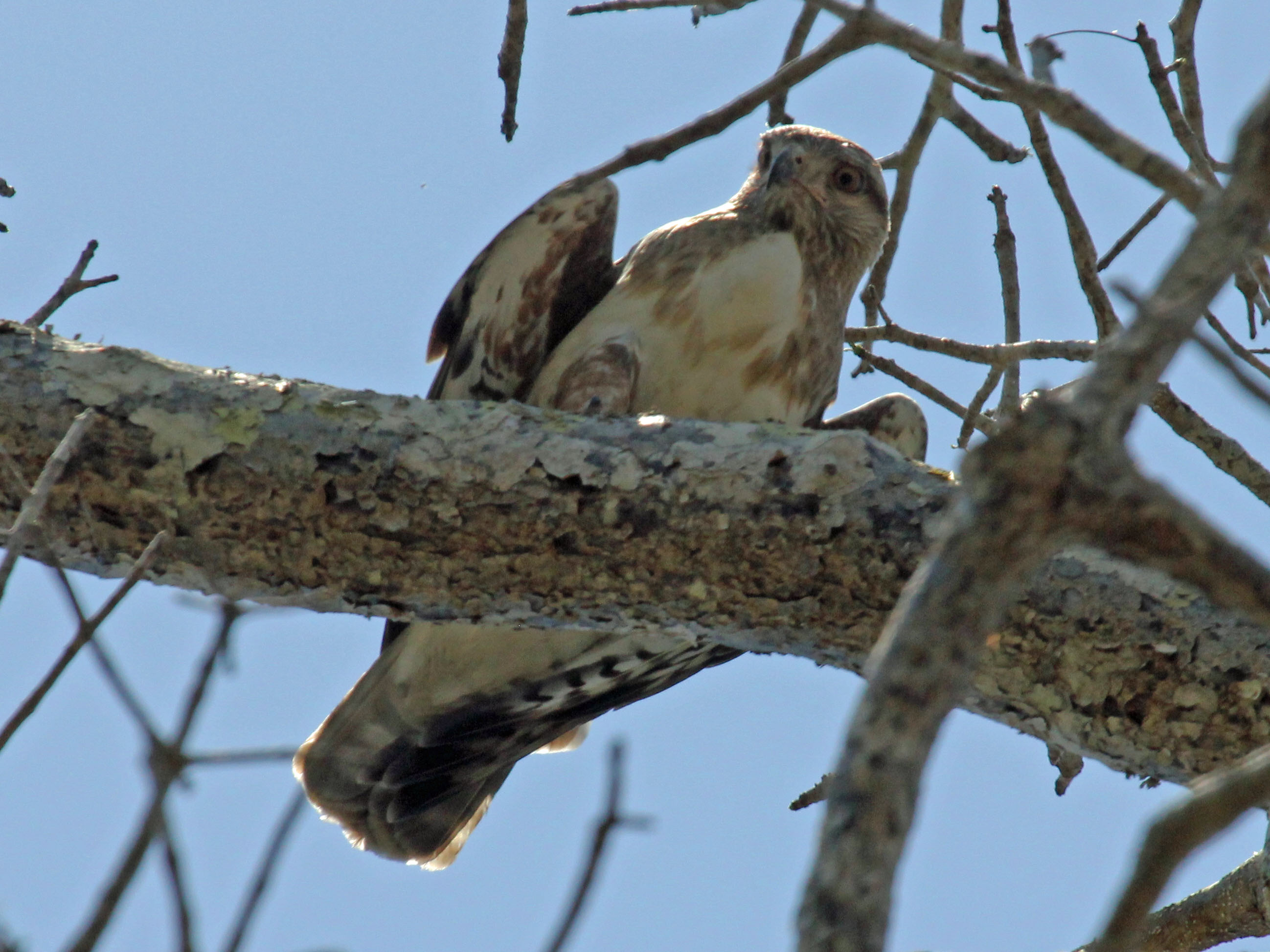
Madagaskarbussard im Kirindy Forest

Der Madagaskarbussard (Buteo brachypterus) ist ein endemisch auf Madagaskar vorkommender Greifvogel aus der Familie  der Habichtartigen (Accipitridae).

## Beschreibung
Madagaskarbussarde erreichen eine Größe von 40 bis 48 Zentimetern, ein Gewicht von 342 bis 680 Gramm und eine Flügelspannweite von 93 bis 111 Zentimetern. Der Kopf ist graubraun gefärbt, das übrige Gefieder oberseits braun. Brust und Bauch sind weißlich und unregelmäßig braun gefleckt. Die relativ kurzen Steuerfedern zeigen ein braun und weiß quergebändertes Muster. Der Madagaskarbussard unterscheidet sich von anderen Bussard-Arten durch die bläuliche Wachshaut am Schnabel sowie die weißgelben Beine. Männchen und Weibchen ähneln sich farblich und unterscheiden sich lediglich in der Größe.

## Verbreitung und Lebensraum
Das Verbreitungsgebiet des Madagaskarbussards umfasst die gesamte Insel Madagaskar und beinhaltet alle Arten von Waldlandschaften sowie Felshänge und landwirtschaftlich genutzte Flächen. Die Höhenverbreitung reicht vom Meeresspiegel bis auf 2500 Meter.

## Lebensweise
Die Nahrung des Madagaskarbussards besteht in erster Linie aus kleinen Wirbeltieren, beispielsweise Eidechsen, Chamäleons, Schlangen, Nagetieren, Vögeln, Froschlurchen sowie gelegentlich auch von Krebstieren. Die Brutsaison fällt in die Monate September und Oktober. Das aus Zweigen gebildete schalenförmige Nest wird überwiegend 8 bis 25 Meter über dem Erdboden in der Astgabel eines hohen Baumes angelegt, in der Regel mit zwei Eiern bestückt und in 34 bis 37 Tagen ausgebrütet. Meistens wird nur ein Jungvogel großgezogen, welcher das Nest nach 39 bis 51 Tagen verlässt.

## Gefährdung
Der Madagaskarbussard kommt auf Madagaskar in vielen verschiedenen Biotopen verbreitet vor und wird demzufolge von der Weltnaturschutzorganisation IUCN als  „least concern = nicht gefährdet“ klassifiziert.